# Емре Мор
Емре Мор (на турски: Emre Mor), роден на 24 юли 1997 година в Копенхаген, Дания, е турски професионален футболист, полузащитник, настоящ играч на Фенербахче.

## Личен живот
Мор е роден и израства в Брьонсхьой, предгардие на датската столица Копенхаген. Баща му е от Турция, а майка му - от Македония.

## Кариера

### Клубна кариера
Започва да тренира футбол в Брьонсхьой през 2001 година, а пет години по-късно се премества в Люнгбю. През 2015 г. преминава в Норшелан, където по-късно същата година прави дебюта си в мъжкия футбол. Талантът му веднага е забелязан, след края на Евро 2016 преминава в немския гранд Борусия Дортмунд.

### Национален отбор
Първоначално Емре Мор е част от младежките гарнитури на Дания. Тъй като баща му е турчин, той има право да избере за коя от двете държави да се състезава.
Прави дебюта си за националния отбор на Турция през май 2016 г. в приятелски мач срещу Черна гора, игран в Анталия. Това се оказва достатъчно, за да получа повиквателна от Фатих Терим за Евро 2016. На самото първенство взима участие в два от мачовете на отбора, като записва на сметката си асистенция за гол.